# Libuše Patočková
Libuše Patočková (17. března 1933 — 1. ledna 2010) byla československá lyžařka.

## Lyžařská kariéra
Na VII. ZOH ve Cortina d'Ampezzo 1956 skončila v běhu na lyžích na 10 km na 19. místě a ve štafetě na 3x5 km na 6. místě.